# Design de la fosse à ciel ouvert
 (mars 2025).
Le contenu est difficilement compréhensible vu les erreurs de traduction, qui sont peut-être dues à l'utilisation d'un logiciel de traduction automatique.

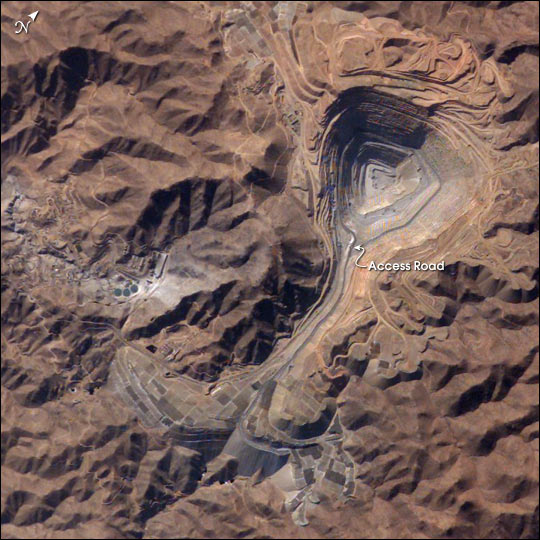
Image satellite de la mine de Toquepala en 2003 dans le sud du Pérou. Notez le design triangulaire du pit.

 Le design de la fosse à ciel ouvert fait partie de la planification d'une exploitation minière à ciel ouvert. Un aspect déterminant est le design de la fosse finale de la mine au moment où l'on s'attend à avoir extrait tout le minerai prévu dans les plans. Cette fosse finale devrait garantir la maximisation du bénéfice économique tout en maintenant des normes de sécurité adéquates. Par normes de sécurité, on fait généralement référence à la maintenance des pentes adéquates sur les talus. La recherche d'un design de fosse final optimal (aussi appelé cône optimal) est cruciale dans l'étude de faisabilité d'une mine. Celui-ci doit prendre en compte des éléments tels que les coûts d'investissement et les prix des métaux ou d'autres ressources à extraire, tout en sachant que ces derniers peuvent évoluer avec le temps. Dans le cas où un design de fosse est établi sur l'hypothèse de prix élevés des ressources, la fosse finale sera plus grande que si les prix sont bas. De même, si le coût de l'exploitation ou de l'obtention de capital est élevé, le design de la fosse finale tendra à être plus petit. La teneur du minerai, qui varie à travers le gisement, et les réserves minérales font également partie des calculs pour le design. Le choix de la teneur de coupure a une certaine influence sur le design de la fosse, mais elle est moindre par rapport à son influence sur le design des mines souterraines.
Les techniques les plus simples pour estimer la limite de la fosse finale sont manuelles. Les plus avancées utilisent des algorithmes mathématiques sur des ordinateurs. Les premiers essais avec intelligence artificielle pour le design de fosses ouvertes remontent à 1996.
Un input fréquemment pris en compte pour le design d'une fosse à ciel ouvert est le modèle de blocs. Voici une méthode manuelle pour établir une limite de fosse finale dans l'une de ses formes les plus courantes. D'abord, des transects verticaux sont réalisés, parallèles entre eux mais perpendiculaires à l'axe horizontal le plus long du gisement. Pour chacun de ces transects, on calcule bloc par bloc si son extraction génère un bénéfice suffisant pour couvrir l'extraction des blocs supérieurs qui doivent être extraits pour y parvenir. Cette approche est ensuite complétée par un tracé des limites basé sur des transects radiaux (à partir du centre du gisement) et le transect longitudinal.

## Problème de la limite finale de la fosse
Le principal défi dans le design se résume souvent à l'impératif d'obtenir une limite de fosse finale qui soit mathématiquement optimale (en anglais : ultimate pit limit, UPL)., Cela est appelé le problème de la limite finale de la fosse. Les algorithmes utilisés pour obtenir une limite de fosse finale optimale se divisent en deux familles : les algorithmes heuristiques et les algorithmes rigoureux. Les premiers n'atteignent pas toujours l'optimal, mais tendent à s'en rapprocher et sont applicables dans de nombreuses circonstances. Les seconds sont dits rigoureux car ils possèdent une preuve mathématique de l'obtention de l'optimal. Les algorithmes rigoureux pour l'optimisation de la limite de la fosse finale peuvent être basés sur la théorie des graphes et la théorie des flux de réseaux, entre autres modèles mathématiques.